# 小行星6966
小行星6966（英語：6966 Vietoris）是一颗围绕太阳公转的小行星。1991年9月13日，卢茨·D·施耐德、佛蒙特·伯根在陶腾堡发现了此天体。
这颗小行星的绝对星等为248.4085154148049等。